# Oblężenie La Rochelle (1573)
Oblężenie La Rochelle – oblężenie, które miało miejsce od 11 lutego 1573 do 26 czerwca 1573 w trakcie wojen z hugenotami.  
Noc św. Bartłomieja była poważnym ciosem zadanym hugenotom. Król i jego matka Katarzyna Medycejska zamierzali wykorzystać panujący wśród hugenotów chaos i ostatecznie narzucić im swoją władzę. Ich celem stało się La Rochelle, miasto będące główną twierdzą francuskich protestantów, którego upadek mógłby zaowocować poddaniem się pozostałych twierdz. Król miał nadzieję na osiągnięcie tego celu poprzez rokowania, hugenoci odrzucili jednak jego żądania, przygotowując się do obrony miasta.
Dowódcą wojsk królewskich był brat władcy, książę Henryk, późniejszy król. Towarzyszyli mu: brat François-Hercule z Navarry, późniejszy król Henryk IV oraz Henryk I Burbon, książę de Condé, którzy wcześniej przeszli na katolicyzm. Książę Henryk dowodził armią złożoną z 5000 żołnierzy piechoty i 1000 kawalerzystów. W wojskach królewskich służyli przedstawiciele katolickiej szlachty francuskiej, m.in. mistrz artyleryjski Armand de Gontaut-Biron, dowódcy partii katolickiej Luigi Gonzaga i Henryk I de Lorraine, Karol II de Lorraine-Guise, a także Artus de Cossé-Brissac (marszałek Francji), Henri de la Tour d'Auvergne i wielu innych znaczących przedstawicieli szlachty.
Twierdza La Rochelle pozbawiona była faktycznego dowódcy. Miasto znajdowało się w rękach mieszczan, posiadających pod bronią 1300 żołnierzy. Mieszkańców zaopatrywały okręty angielskie, pomimo że oficjalnie królowa Elżbieta I związana była sojuszem z Francją i potępiała pomoc angielską dla La Rochelle, w zasadzie godziła się jednak na dostawy. Pomoc angielską umożliwiała reda, którą opływały jednostki zaopatrzeniowe. Próby francuskie zamknięcia tej luki spaliły na panewce. Dnia 19 kwietnia Francuzom udało się jednak zmusić flotę angielską do odwrotu celnym ostrzałem z dział.
W okresie luty-czerwiec Francuzi dokonali na lądzie ośmiu szturmów na mury miejskie, za każdym razem kończących się klęską całego oddziału. Śmierć poniósł m.in. Claude de Lorraine w dniu 3 marca. Dnia 26 marca 1573 r. 150 żołnierzy poniosło śmierć w wyniku przedwczesnej eksplozji ładunków, którymi zamierzano wysadzić mury miejskie. Opór protestantów, nieudane szturmy i trudności z zaopatrzeniem wywołały niezadowolenie w obozie oblężniczym. Na czele intryg stanął sam François-Hercule, który krytykował działania Henryka. Dnia 23 maja pod miasto nadeszły posiłki szwajcarskie w sile 6000 ludzi, jednak atak generalny przeprowadzony trzy dni później zakończył się niepowodzeniem. Dnia 28 maja Henryk otrzymał wiadomość o wyborze na króla Polski. Decyzja ta przyśpieszyła zakończenie walk, dnia 26 czerwca oblężenie zakończyło się, a 6 lipca obie strony podpisały układ pokojowy.